# Mykola Byczok

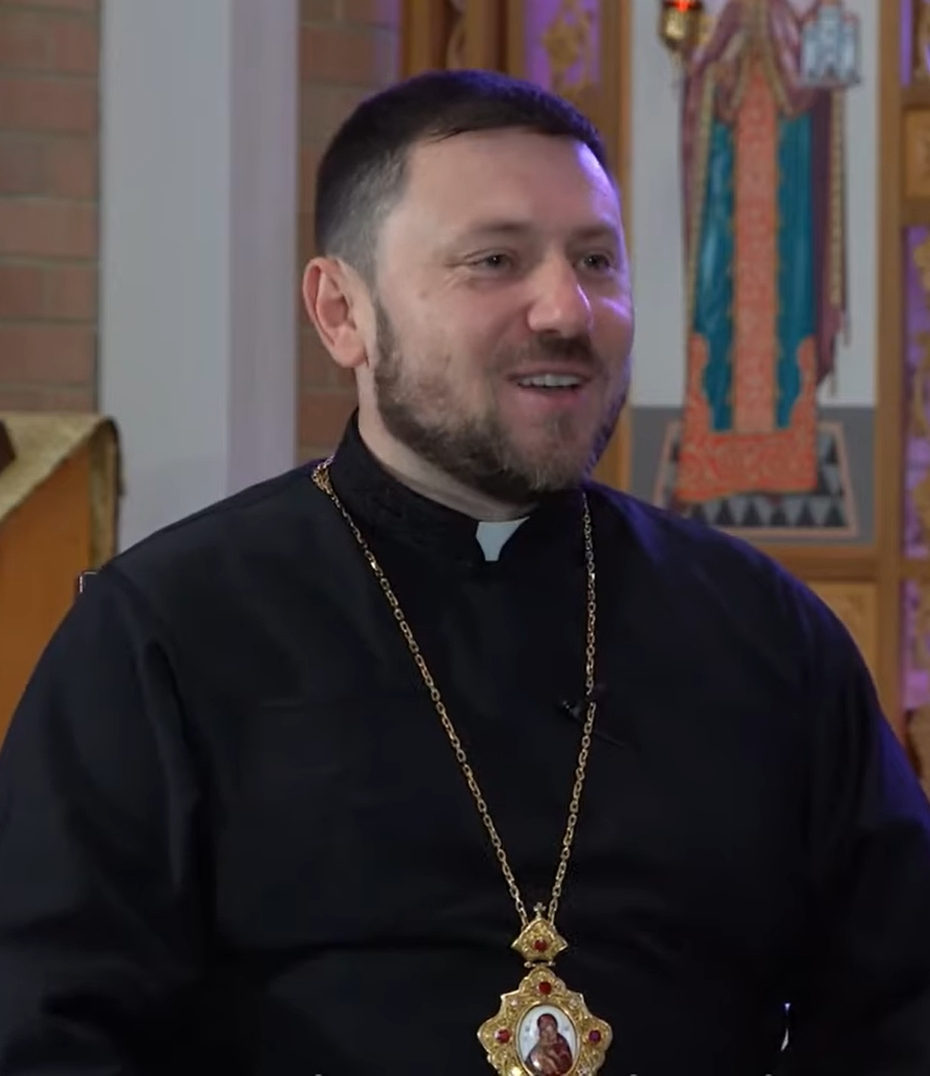
Mykola Byczok (Oktober 2024)

Kardinalswappen von Mykola Byczok

Bischofswappen von Mykola Byczok

Mykola Kardinal Byczok CSsR (ukrainisch Микола Бичок, Mykola Bytschok; * 13. Februar 1980 in Ternopil, Ukrainische SSR, Sowjetunion) ist ein ukrainischer Ordensgeistlicher und ukrainisch griechisch-katholischer Bischof der Eparchie Sankt Peter und Paul in Melbourne.

## Leben
Mykola Byczok trat am 12. Juli 1997 der Ordensgemeinschaft der Redemptoristen bei und legte am 18. August 1998 die zeitliche Profess ab. Er studierte Philosophie und Katholische Theologie in der Ukraine und in Polen, wo er das Lizenziat im Fach Pastoraltheologie erwarb. Am 17. August 2003 legte Byczok die ewige Profess ab. Er wurde am 12. Juli 2004 durch den Apostolischen Exarchen von Frankreich, Michel Hrynchyshyn CSsR, zum Diakon geweiht. Am 3. Mai 2005 empfing Byczok durch den ukrainisch griechisch-katholischen Weihbischof in Lwiw, Ihor Wosnjak CSsR, das Sakrament der Priesterweihe.
Anschließend war Mykola Byczok als Seelsorger in Prokopjewsk in Russland tätig. Später war er Superior des Klosters St. Joseph und Pfarrer der Pfarrei Mutter Gottes von der immerwährenden Hilfe in Iwano-Frankiwsk sowie Ökonom der Ordensprovinz Lwiw der Redemptoristen. 2015 wurde Byczok Pfarrvikar der Pfarrei St. John the Baptist in Newark.
Am 15. Januar 2020 ernannte ihn Papst Franziskus zum Bischof der Eparchie Sankt Peter und Paul in Melbourne. Der Großerzbischof von Kiew-Halytsch, Swjatoslaw Schewtschuk, spendete ihm am 7. Juni desselben Jahres in der Sankt-Georgs-Kathedrale in Lwiw die Bischofsweihe; Mitkonsekratoren waren der ukrainisch griechisch-katholische Erzbischof von Lwiw, Ihor Wosnjak CSsR, und der Weihbischof in Sokal-Schowkwa, Petro Losa CSsR. Mykola Byczok wählte den Wahlspruch Пресвятая Богородице, спаси нас („Heilige Mutter Gottes, rette uns“). Die Amtseinführung in Melbourne erfolgte am 12. Juli 2021.
Im Konsistorium vom 7. Dezember 2024 nahm ihn Papst Franziskus als Kardinalpriester mit der Titelkirche Santa Sofia a Via Boccea in das Kardinalskollegium auf. Die Besitzergreifung seiner Titelkirche fand am 22. Juni des folgenden Jahres statt. Er ist der erste in den 1980er Jahren geborene und aktuell (2025) der weltweit jüngste Kardinal.
Wenige Tage vor dem Konsistorium wurde Byczok Ehren- und Devotions-Großkreuz-Bailli des Souveränen Malteserordens.
Am 11. Januar 2025 berief ihn der Papst zum Mitglied des Dikasteriums für die Kultur und die Bildung. Nach dem Tod von Papst Franziskus nahm er am Konklave 2025 teil, auch dort war Byczok der jüngste Kardinal.
Byczok besitzt neben der ukrainischen auch die australische Staatsbürgerschaft.